# Ромашин, Алексей Валерьевич
Алексей Валерьевич Ромашин — российский художник, дизайнер и педагог.

## Биография
В 1982 году закончил Горьковское художественное училище.
В 1989 году Харьковский художественно-промышленный институт (ХХПИ), отделение графического дизайна.
Представлен в числе 300 ведущих дизайнеров Европы в альбоме — справочнике «Who’s Who in Graphic Design» (Бельгия, 1994).
В разные годы со своими работами публиковался в журнале посвященному эстетике современной визуальной среды «Communication Arts» (США). В 2003 году работы опубликованы в книге Сергея Серова «Графика современного знака», ставшей учебником для российских студентов — графиков.
Делегат первого учредительного съезда Союза дизайнеров России. Один из основателей союза Дизайнеров в Нижнем Новгороде. 
В 1998 году Алексей Ромашин создал дизайн студию [www.romashin-design.com Romashin-Design], которая осуществила множество дизайнерских проектов, среди них фирменные стили крупнейших в регионе торговых центров «Республика», «Фантастика», телекомпании «Сети НН», аптечная сеть "Farmani" и др. Своеобразной визитной карточкой мастера стала идея знака Российской объединенной демократической партии «Яблоко».
Как арт-директор и издатель реализовал в Нижнем Новгороде ряд издательских проектов, таких как: «Yellow Pages»(«Желтые страницы Нижний Новгород») (1993), альманах «Река» (1996), (2004—2005) «Open клуб»(2005—2007), «Bellissimo» (2005—2007), «Чк Love» (2007—2008). Особняком в ряду издательских проектов стоит работа над аналитическим изданием «Элита Нижегородского бизнеса», которое выходило с 1998 по 2003 и претерпело 5 переизданий.
Стоял у истоков создания кафедры дизайна в Нижегородском государственном архитектурно-строительном университете (НГАСУ), где преподавал основы графического дизайна более 12 лет. Возглавлял отделение "Графический дизайн" в "Приволжской медиа школе". Работал куратором на кафедре Коммуникационный дизайн в НИУ ВШЭ (Санкт-Петербург) В рамках собственного образовательного проекта "Ромашин Design School" организует воркшопы и тренинги по направлениям "айдентика" и "журнальный дизайн". В 2015 году создал онлайн школу Айдентика, через которую прошли и обучились профессии бренд дизайн более 500 учеников из России, Америки, Израиля, Германии и стран Восточной Европы. 
Эксперт блог-платформы Medium. Автор более 100 статей о графическом дизайне. Автор образовательного YouTube канала "Школа дизайна Алексея Ромашина". 

## Выставки
Организатор и участник нескольких крупных международных арт-проектов:
- Выставка русской живописи в Северном Уэльсе (Royal International Pavilion, Великобритания) 1993.
- Выставка живописи (совместно с Алексеем Фадеевым) в княжестве Лихтенштейн (галерея «Altesse» 1994).
- Международная плакатная акция посвященная 50-летию победы (Совместно с С.И. Серовым) (в Нижнем Новгороде,1995).
- "Золото Пчелы в Нижнем". Выставка плакатов победителей международной бьеннале «Золотая Пчела» (Совместно с Нижегородской рекламной палатой)1996
- Международная бьеннале графического дизайна «Золотая Пчела» 1998, 2000, 2004.
- Международная плакатная акция "Маяковский 120" (в Нижнем Новгороде, 2014).

Произведения находятся во многих частных коллекциях России и Европы, наиболее крупные из них: собрание русской живописи барона Эдуарда фон Фальц-Фейна (Лихтенштейн), частная коллекция семьи Феликса Верховодова (Россия), и собрание главного раввина Австрии Пауля Хаима Айзенберга.

## Галерея

### Живопись

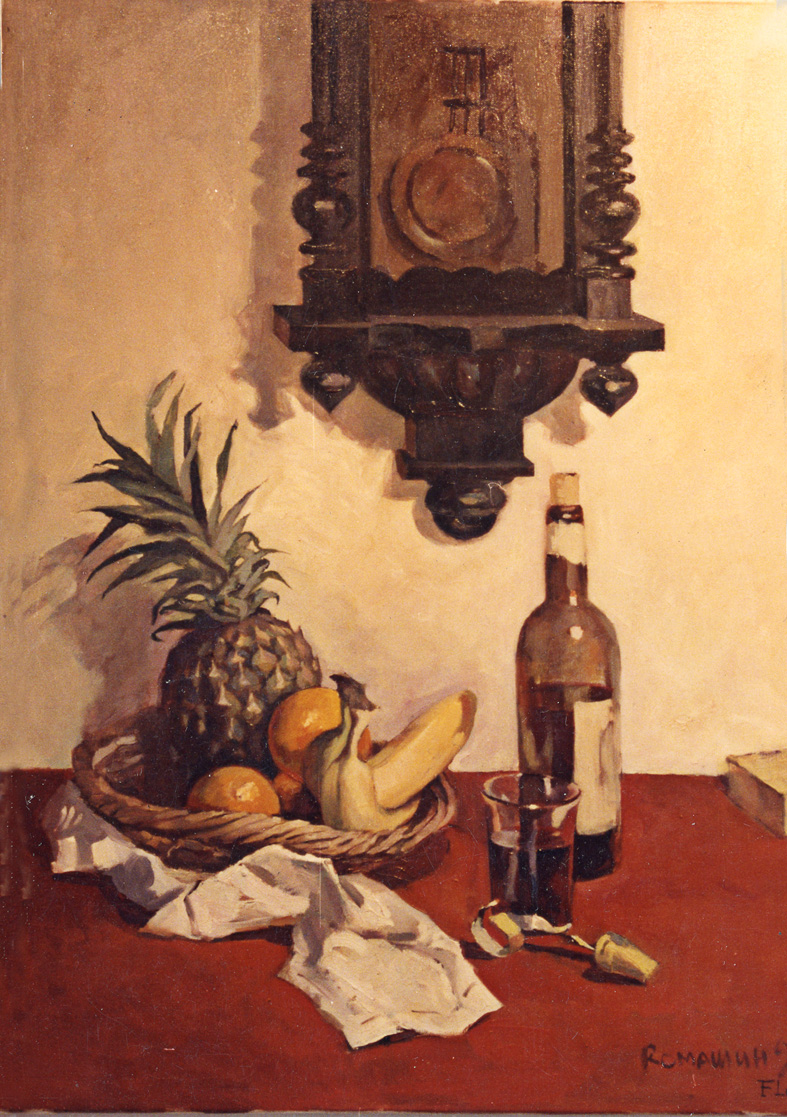
Натюрморт с ананасом и красным вином
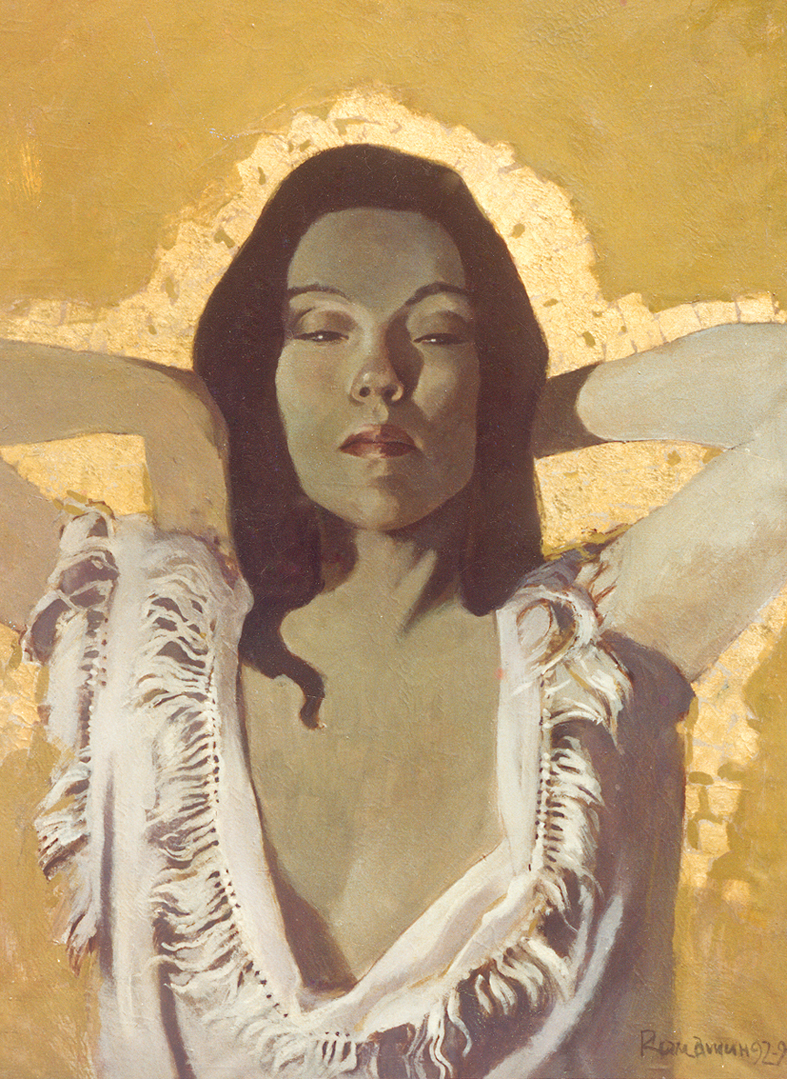
Портрет Жанны Ледомской
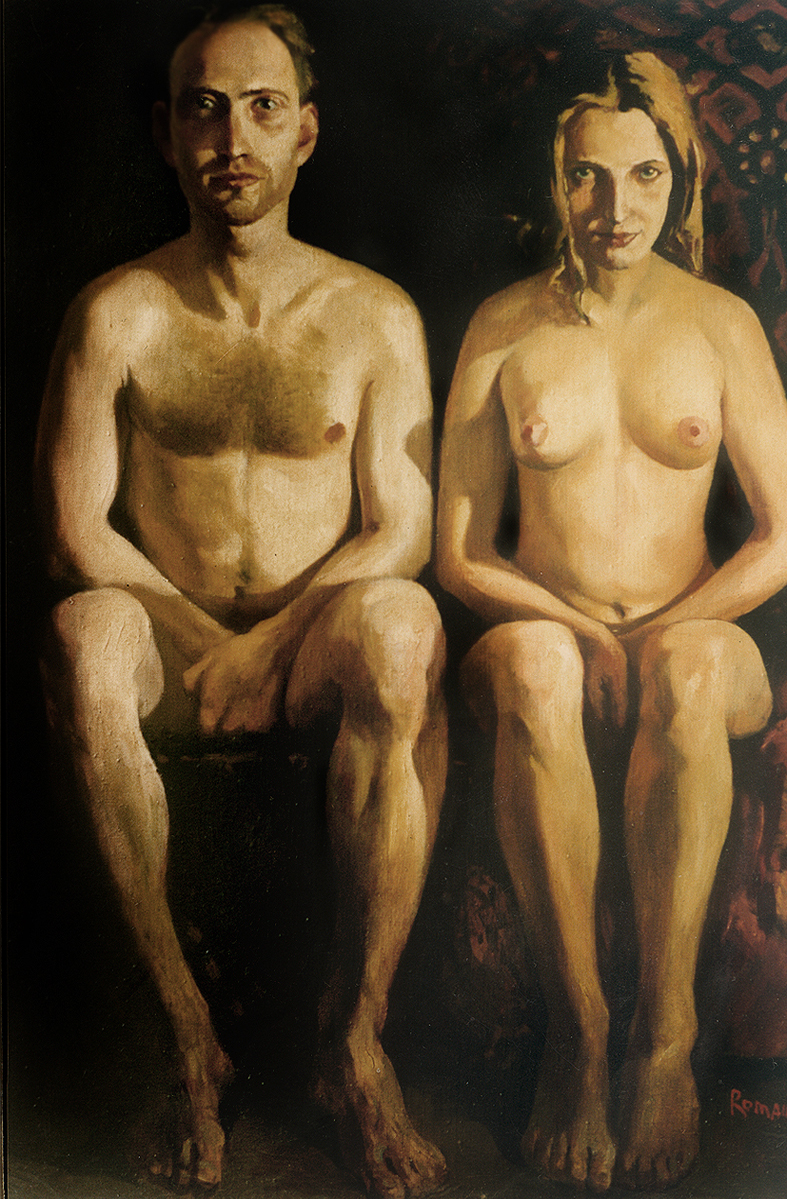
Двое, акрил
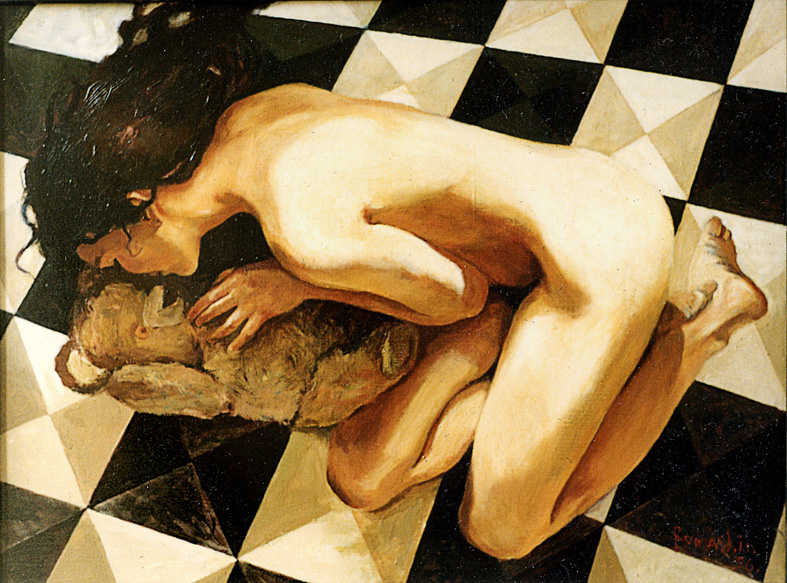
Нежность
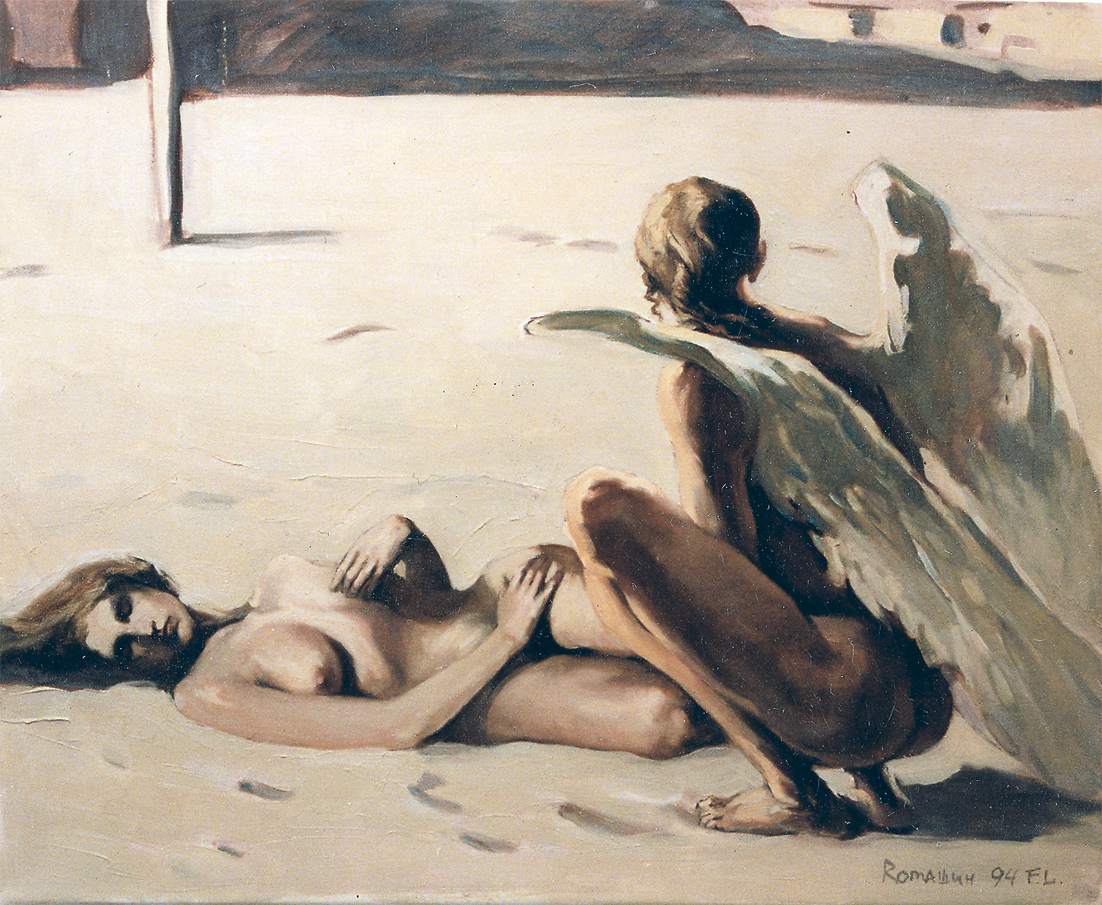
Добыча
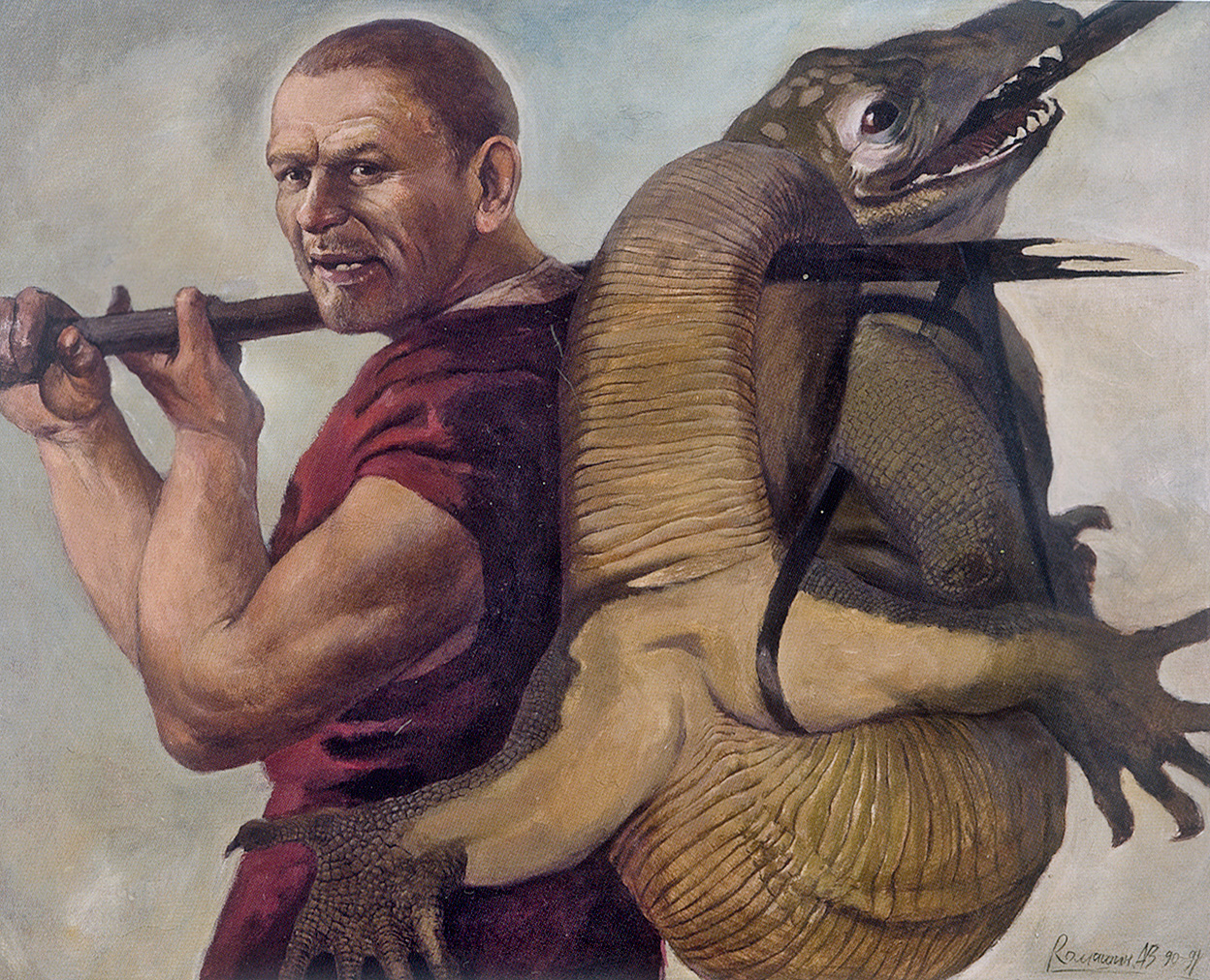
Георгий победоносец
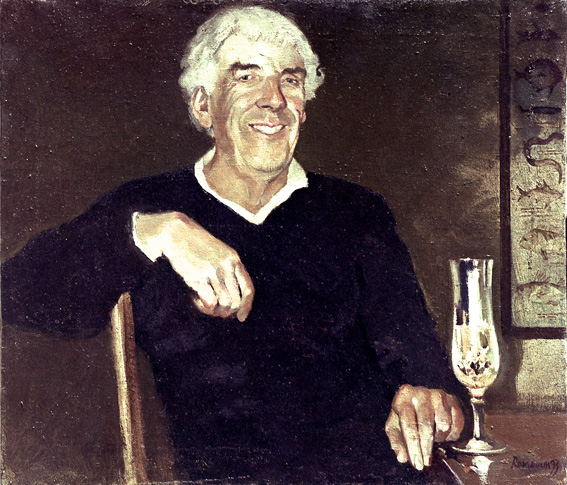
Sir Gordon Bower
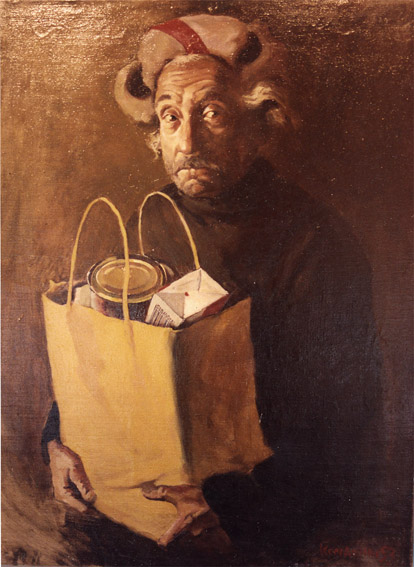
Сумасшедший с гуманитарной помощью
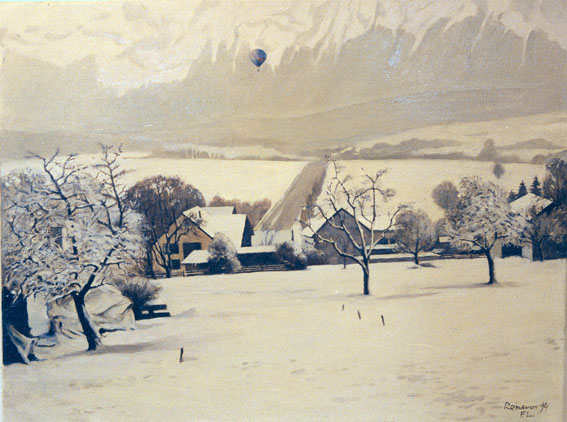
Дорога в Альпах